# Historia del bajo eléctrico

## Antepasados del bajo eléctrico
El bajo tal y como se le conoce hoy es un instrumento muy joven, pero sus orígenes se remontan en realidad muy atrás en el tiempo. 

Frente a los –aproximadamente- 60 años de edad del bajo eléctrico, su más directo antecesor, el contrabajo cuenta con más de 500 aunque el impacto que ha generado en la música moderna a pesar de su corta trayectoria, hace que el bajo sea uno de los instrumentos más influyentes de la historia musical. 

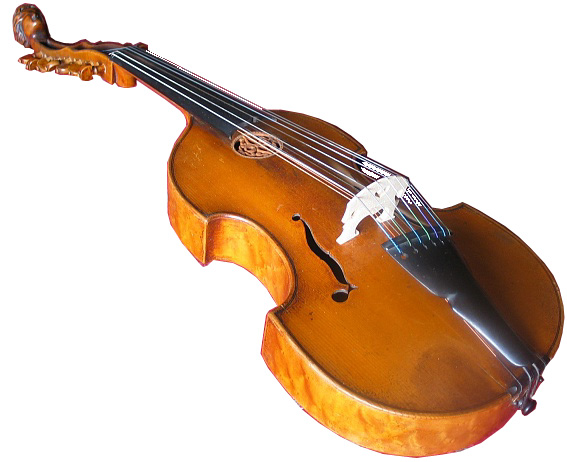
Viola sin trastes, un remoto antepasado del bajo eléctrico.

Sin embargo hay algunas evidencias de la existencia de instrumentos parecidos al actual contrabajo en el siglo XV, y la ilustración más antigua conocida de uno de estos instrumentos data de 1516, un instrumento de la familia de la viola, con trastes de tripa y dimensiones ligeramente más reducidas que el contrabajo actual. La mayoría de estas “viola-bajos” o violones disponían normalmente de seis cuerdas (aunque eran también comunes los bajos de tres cuerdas), usaban diferentes afinaciones y eran de dimensiones variables, desde el tamaño aproximado del chelo actual hasta mucho más grandes que el contrabajo. El problema fundamental para los luthieres que construían estos bajos era encontrar un material adecuado para las cuerdas, habitualmente de tripa, pues los ejecutantes encontraban grandes dificultades para lograr un sonido claro en las notas graves del diapasón.
Entre los antecedentes del bajo eléctrico que eran tocados en posición vertical se encuentra el chitarrone o la tiorba, que, construidos en muy diversas variedades, contaban a veces con dos o más diapasones y un tercero dedicado al registro grave, ya muy similar al bajo eléctrico actual.
El bajo continuo de la música barroca corría a cargo generalmente del clavicordio, la tiorba y el contrabajo, que ejecutaban normalmente las líneas de bajo al unísono.
Sin embargo el volumen siempre ha sido el principal problema que debían resolver los constructores de estos instrumentos, y la estrategia más obvia para afrontarlo era simplemente elaborar instrumentos cada vez más grandes. Así, a principios de 1900, Gibson, Vega y otras compañías ofrecían en sus catálogos el enorme “Mando-bass”, el más grande miembro de la familia de la mandolina. Otra compañía norteamericana, Regal introdujo en la década de los 30 su “Bassoguitar”, una enorme guitarra baja acústica de más de un metro y medio de altura, fretless, con escala de 42 pulgadas propia del contrabajo y marcas allí donde debería haber estado los trastes. Dobro introdujo por la misma época un instrumento similar, una versión “king-size” de sus famosas guitarras resonadoras.
Con la aparición de la electricidad los luthieres pronto comenzaron a usarla para resolver los problemas de volumen, y así, a finales de la década de los 30, Gibson construyó su “Electric Bass Guitar”, muy similar al "Bassoguitar" de Regal pero que incorporaba una pastilla magnética para la amplificación del instrumento. Los únicos amplificadores de la época estaban sin embargo diseñados para la guitarra, y Gibson construyó solamente dos ejemplares de este modelo.
Ya Lloyd Loar, un ingeniero de la Gibson, había tenido una idea similar cuando había construido en 1924 un instrumento pequeño, pero amplificado eléctricamente. Su primer prototipo de Contrabajo eléctrico era muy similar a los contrabajos eléctricos que conocemos hoy día, pero cuando Loar presentó su idea a Gibson, ésta no pareció muy interesada y el ingeniero creó su propia compañía, Vivi-Tone para distribuir este y otros instrumentos de su invención. Por desgracia no hay evidencia de que la producción de instrumentos Vivi-Tone comenzase jamás, pero Loar es hoy reconocido como el verdadero “inventor” del bajo eléctrico.
Durante el resto de la década de los 30 diversas compañías ofrecieron modelos de contrabajos eléctricos, y de entre ellos, quizá el más conocido fuese el “Electro Bass-Viol” de Rickenbacker, que, equipado con las famosas pastillas de herradura típicas de la marca y usando cuerdas de tripa, se vendía con su propio amplificador incorporado, y con el que se llegaron a grabar algunos discos.
Sin embargo el primer bajo eléctrico de la historia, de cuerpo sólido y diseñado para ser ejecutado horizontalmente, fue el construido por Paul Tutmarc, un guitarrista de Seattle que, preocupado por los problemas de espacio y transporte de los guitarristas de la época creó su modelo Audiovox Model 736 Electronic Bass, un bajo eléctrico de escala corta, cuatro cuerdas y pastillas magnéticas que fue lanzado al precio de 65 dólares y del cual fueron construidos tan solo unos 100 ejemplares. Existe una gran controversia acerca de si Leo Fender conocía los instrumentos de Tutmarc o no cuando creó su precision bass, en 1951, pero no cabe duda de que el modelo de Tutmarc era en esencia idéntico a lo que hoy conocemos como un auténtico bajo eléctrico.

## Precision Bass
Cuando, en 1951, Leo Fender presentó su Precision Bass pretendía no solo ofrecer a los contrabajistas un instrumento portátil para facilitarles el transporte, sino también –y sobre todo- ofrecer a los guitarristas (que estaban perdiendo rápidamente sus trabajos en las orquestas debido a la rápida disminución de los miembros de las mismas) un instrumento que les permitiera tocar el bajo con la técnica de la guitarra, redoblando de esta manera sus oportunidades de encontrar trabajo. La solución de Fender, que no era músico pero siempre había escuchado los problemas de los músicos, consistió en un modelo agrandado de su guitarra Telecaster, con cuerpo de fresno y mástil de arce atornillado. El principal problema que encontró fue dar con una longitud de escala adecuada para el mástil de su nuevo instrumento, y tras muchos experimentos adoptó la medida que aún hoy permanece como estándar, esto es, 34 pulgadas. El nombre del instrumento, “Bajo de precisión”, fue debido, al menos en parte, a los trastes que incorporaba, que eliminaban los problemas de entonación tan frecuentes en los contrabajistas y -sobre todo- en los guitarristas no habituados al contrabajo.
El primer prototipo usaba clavijas de contrabajo y cuerdas de tripa y acero. Dado que el cuerpo era tan pesado, Leo le proporcionó “cuernos” dobles, para facilitar el balance del instrumento (la Telecaster es una guitarra “single cutaway”), un diseño absolutamente original para la época. Incorporaba una pastilla simple , controles de volumen y tono, un apoyador para la mano (pues Leo pensaba que los músicos usarían el pulgar de la mano derecha de modo natural para pulsar las cuerdas) y dos cubiertas cromadas, una sobre la pastilla (que proporcionaba además protección eléctrica) y otra sobre el puente (que incorporaba apagadores de las cuerdas, pues se suponía que el instrumento debía imitar el punch apagado del contrabajo). Fender creó asimismo un amplificador para su nuevo instrumento, el Fender Bassman, que más tarde sería reverenciado por guitarristas de todo el mundo.

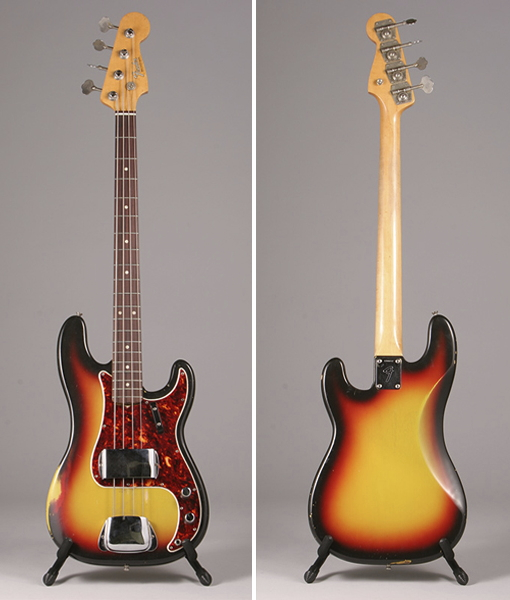
Fender Precision Bass.

Sin embargo, cuando el Precision bass fue presentado en 1951 tuvo una acogida más bien fría, pues era visto como un instrumento demasiado radical, que no acababa de cuajar entre los guitarristas y que era considerado por los contrabajistas como poco más que un juguete. Leo Fender, lejos de rendirse ante esta tibia acogida inicial, se dedicó a la promoción activa de su instrumento, frecuentando los locales de conciertos y mostrándoselo a los músicos. Una noche que cambiaría el curso de la historia de la música, Leo se encontraba en un concierto del vibrafonista de jazz Lionel Hampton, y ofreció su Precision al bajista de la banda, Roy Johnson. Hampton se mostró interesado por el nuevo instrumento y Fender le dijo que podía quedárselo a cambio de que diese su número de teléfono a todas las personas que se interesasen por el bajo. Después de un mes de exposición en los conciertos de Hampton, Fender había recibido ya más de 100 encargos del nuevo instrumento.
En 1951, Monk Montgomery (hermano del guitarrista Wes Montgomery) entró a formar parte de la orquesta de Hampton y también él adoptó con entusiasmo el nuevo bajo. Montgomery era el primer bajista de renombre que usaba el nuevo Precision, y contribuyó en gran medida a la popularización del instrumento.

## La aceptación del bajo eléctrico
A pesar de los esfuerzos de Fender el Precision Bass era aún poco más que una curiosidad a mitad de la década de los 50, y la gran mayoría de los bajistas usaba aún el contrabajo. Fueron entre los músicos de Rock&Roll, atraídos por el enorme volumen que entregaba el Precision en comparación con el contrabajo acústico, donde el nuevo Precision encontró más aceptación. Jerry Lee Lewis fue uno de los primeros en incorporar el bajo eléctrico en su orquesta, y el mismísimo Elvis Presley convenció al parecer a su bajista Bill Black a usar el nuevo bajo Fender en la banda. Después de cierto rechazo inicial, Black comenzó a usar su Precision tanto en directo como en estudio, lo que proporcionó un enorme empuje al instrumento, dado el éxito increíble de la música de Elvis. Al mismo tiempo otros músicos de otros estilos, como el Blues, el “Surf” y –sobre todo- el Rock, fueron incorporando el bajo Fender en sus bandas. La música popular requería cada vez más volumen, y solo el bajo eléctrico podía ofrecerlo. Los ojos y los oídos de personas en todo el mundo se estaban acostumbrando poco a poco a la imagen y al sonido del nuevo instrumento.

## Más allá del Precision Bass
Desde mediados de los años 50, motivados por el progresivo éxito de ventas que estaba obteniendo Fender con su Precision Bass, otras compañías comenzaron a proponer sus propios modelos de bajo eléctrico, basados en los principios básicos que Leo Fender había establecido en su Precision pero incorporando nuevas ideas; así Nathan Daniel de Danelectro presentó en 1956 su “Danelectro UB2”, un instrumento de seis cuerdas y escala corta afinado una octava más grave que la guitarra estándar; en 1953 Gibson presentó su modelo EB-1, un bajo también de escala corta y cuerpo hueco, y a principios de los 60s el EB-0 y EB-3, dos bajos con el mismo cuerpo que la popular guitarra Gibson SG; y Roger Rossmeisl, de Rickenbacker presentó en 1957 su “Model 4000”, primer bajo eléctrico de la historia de mástil a través del cuerpo, cuyas verdaderas posibilidades tardarían años en apreciarse realmente.

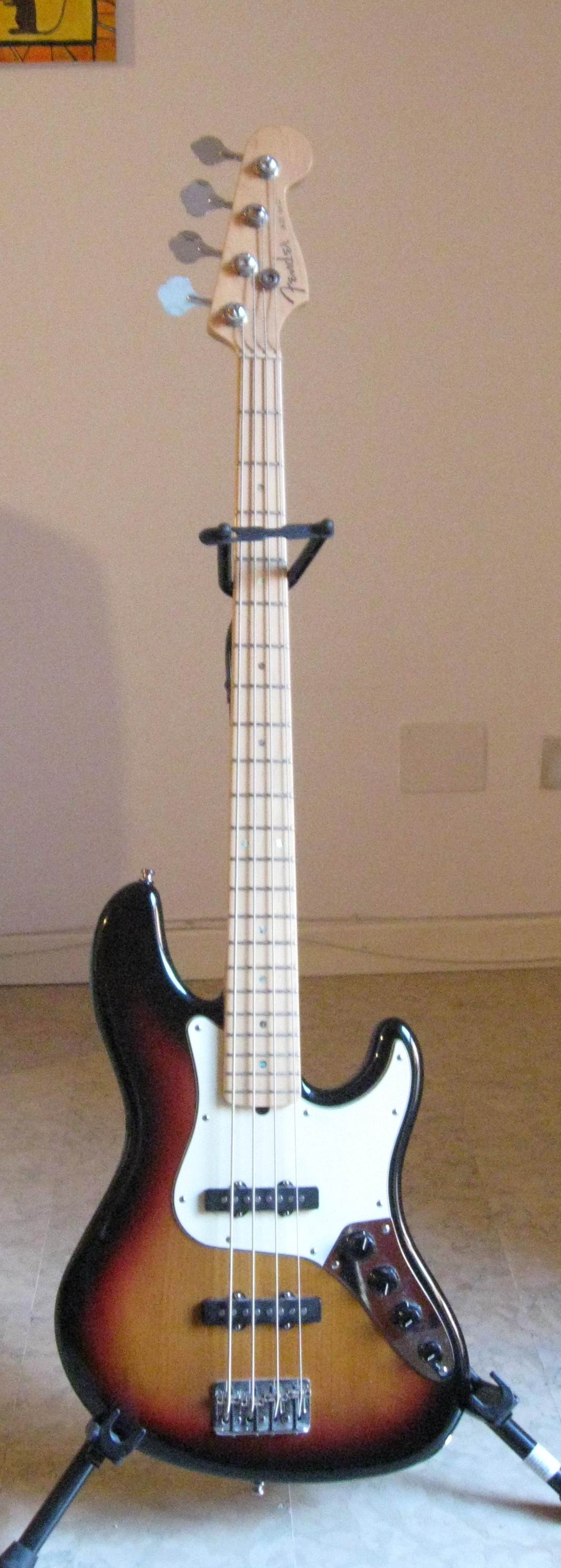
Fender Jazz Bass American Deluxe.

En 1960, Fender presentó su segundo modelo de bajo eléctrico, el Fender Jazz Bass un modelo de dos pastillas, cuerpo asimétrico y mástil ligeramente más estrecho que era considerado como el modelo “Deluxe” del Precision y cuyo nombre derivaba del modelo de la guitarra hermana del bajo, la Fender Jazz Master. Este modelo fue rápidamente adoptado por importantes músicos de sesión, como Joe Osborne quienes, junto a Carol Kaye o Max Bennet estaban ya experimentando con las nuevas posibilidades de ejecución que les ofrecía el nuevo instrumento, más ágil y más versátil que su hermano acústico. La función del bajo eléctrico comenzaba a definirse, y sus enormes posibilidades iniciaban a ser exploradas.
Por esa época, en el año 1966, Leo Fender diseñó un nuevo bajo eléctrico, el Mustang Bass. Ese sería su último diseño en la compañía antes de su salida definitiva en 1970. Este bajo era de un cuerpo idéntico a la guitarra Mustang y era de corta escala y cómodo para tocar, lo que facilitaba el ingreso de músicos novatos al mundo del bajo eléctrico.

## James Jamerson
Sin embargo, el verdadero “padre” del bajo eléctrico tal y como lo conocemos hoy fue sin duda James Jamerson., un oscuro y genial músico de sesión que, trabajando para la Motown con la banda de sesión The Funk Brothers, responsable de cientos de hits de funk y de soul (“The Funk Brothers” había grabado prácticamente con todos los artistas negros de la época, como Stevie Wonder, Marvin Gaye, James Brown, Aretha Franklin o Diana Ross) contribuyó como nadie lo había hecho hasta entonces a descubrir y popularizar las verdaderas posibilidades que escondía el bajo eléctrico. Alejándose de los “clichés” de los bajistas de su época, Jamerson abrió un enorme número de nuevas vías musicales en el pop, usando técnicas de todo tipo que hasta entonces habían permanecido inéditas -pasajes cromáticos, walking bass, síncopas, líneas melódicas- que eran exclusivas y definitorias del nuevo instrumento. James Jamerson fue enormemente influyente en la historia del bajo eléctrico y con su enorme talento definió prácticamente en solitario el papel que el bajo eléctrico podía jugar en la banda. Tras él –y a veces contemporáneamente- emergió una segunda generación de bajistas que exploraron y profundizaron en los caminos abiertos por Jamerson; entre ellos podemos destacar a Chuck Rainey, Donald “Duck” Dunn, Tommy Cogbill, Jerry Jemmott, y sobre todo, por su enorme éxito e influencia, Paul McCartney, el bajista de los Beatles.

## Paul McCartney
Si James Jamerson descubrió al mundo que el bajo eléctrico ofrecía posibilidades creativas únicas, Paul McCartney fue el encargado de asegurar que todo el mundo había entendido el mensaje. El estilo de McCartney –el primer bajista de renombre que no usaba un bajo Fender- comenzó a definirse y desarrollarse a mediados de la década de los 60, cuando Paul descubrió a Jamerson en las grabaciones de la Motown (si bien ignoraba de quien se trataba, pues los discos de la Motown no incluían los nombres de los músicos de sesión) y comenzó a explorar las posibilidades melódicas del instrumento en las canciones de su grupo. Con un gran talento para la melodía y una enorme capacidad creativa, McCartney fue además un gran experimentador, y el enorme éxito de The Beatles sacó definitivamente al bajo eléctrico de su relegada posición de segundo plano. Después de él ya todos sabían que existía una cosa llamada “bajo eléctrico”.

## La era del rock

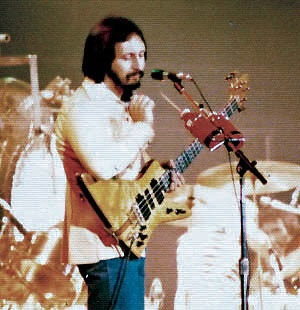
John Entwistle.

A finales de los 60, con el bajo eléctrico ya plenamente integrado en los escenarios musicales de todo el mundo, surgieron una enorme cantidad de bajistas tras la estela de James Jamerson y Paul McCartney que habían descubierto en el bajo eléctrico un territorio prácticamente sin explorar. La llegada del rock trajo consigo nuevas necesidades de volumen y de sonido que llevó al desarrollo de nuevos sistemas de amplificación (véase Ampeg). Músicos que han contribuido de una forma u otra al desarrollo del instrumento han sido John Entwistle de The Who, para quien la firma Rotosound desarrolló las primeras cuerdas “roundwound” (entorchadas) de la historia, John Paul Jones, de Led Zeppelin, Chris Squire, de Yes, o Jack Bruce, de Cream.

## La era HI-FI
A finales de los 60 la banda psicodélica Grateful Dead estaba empeñada en desarrollar nuevos sistemas de amplificación para modificar el sonido de la banda. Su bajista, Phil Lesh, obsesionado con encontrar un sonido más articulado, encargó a Ron Wickersham una serie de mejoras en la electrónica de su “Guild Starfire”. El momento en que Wickersham se asoció con el luthier Rick Turner para trabajar para la banda señaló el nacimiento de una compañía que cambiaría para siempre la historia del bajo eléctrico: Alembic.
Hasta entonces el bajo eléctrico había sido un instrumento utilitario fabricado en serie, pero la compañía cambió radicalmente este concepto, aportando la idea del “Bajo boutique”, de precio elevadísimo, sofisticado diseño y complicada electrónica. Además la firma fue la creadora del primer bajo con circuitería activa de la historia Para más información sobre otras aportaciones de la compañía, véase Alembic

## Otras técnicas, slap, funk, funk jazz y fusión
Cuando Leo Fender diseñó su Precision Bass daba por sentado que los músicos pulsarían las cuerdas con el pulgar de la mano derecha; Así lo habían hecho, en efecto, los primeros músicos en adoptar el instrumento, como Monk Montgomery, pero cuando guitarristas como Carol Kaye o Joe Osborn comenzaron a usarlo, escogieron la púa, que además le ofrecía una claridad de sonido sin precedentes en el estudio de grabación. Sin embargo la mayoría de los músicos que escogían el bajo eléctrico y que venían del contrabajo usaban una técnica alternativa: pulsaban las cuerdas con los dedos índice y medio de la mando derecha, imitando la técnica de pizzicato propia del contrabajo. A finales de los 60, el bajista Larry Graham, para compensar la pérdida del batería en la banda en que trabajaba, comenzó a golpear las cuerdas graves con el pulgar y pellizcar las agudas con el índice, una técnica que él denominaba “thumping and plucking” y con la que obtenía un sonido percusivo con el que pretendía compensar en parte la falta de la batería. Paralelamente, esta técnica de slap fue desarrollada por el bajista de sesión Louis Johnson, adoptada por Stanley Clarke y popularizada en su disco de 1974 “Stanley Clarke”, un disco que demostraba por primera vez que un bajista eléctrico podía ser líder de su propia banda, y que mostraba todo el arsenal técnicamente virtuosístico de Clarke en el bajo eléctrico. 

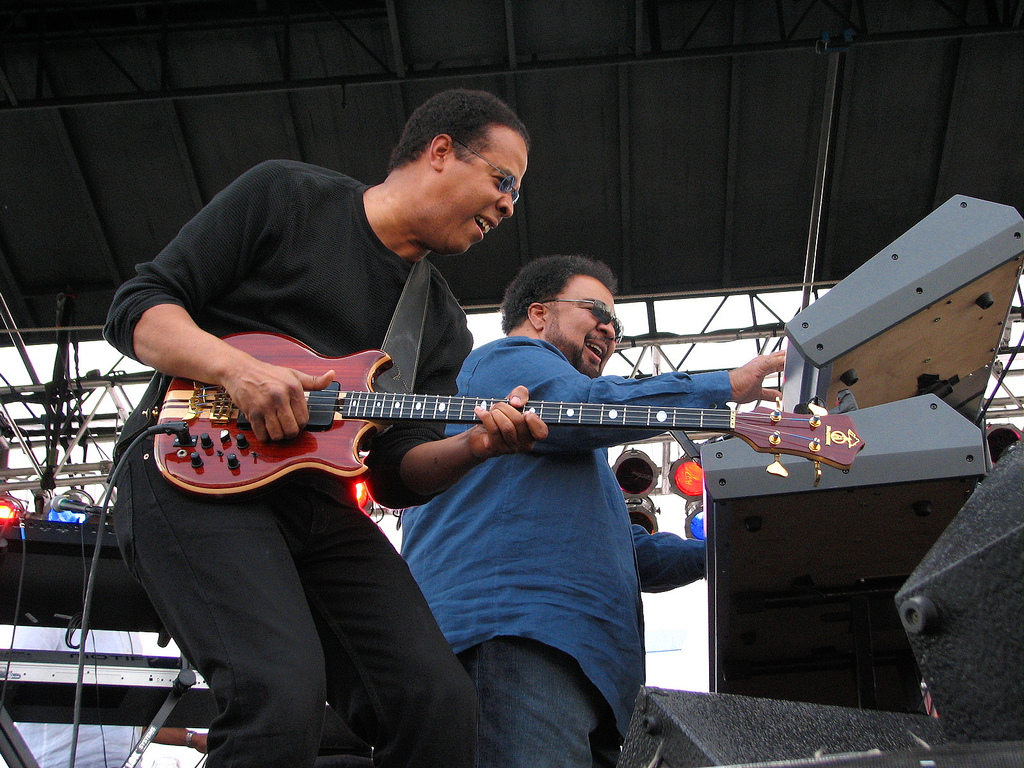
Stanley Clarke con el teclista George Duke.

Aunque la técnica del slap es particularmente frecuente entre los bajistas de Funk, merece la pena mencionar a dos músicos que han desarrollado un influyente lenguaje en el estilo sin haber usado jamás la técnica del slap: Francis "Rocco" Prestia, de Tower of Power y Verdine White, de Earth Wind and Fire. Y por supuesto, existe un tercero, pero merece un apartado:

## Jaco Pastorius
Cuando Jaco Pastorius se autoproclamaba “El mejor bajista del mundo” probablemente no estaba demasiado lejos de la verdad. Jaco era un bajista eléctrico “puro”, pues, al contrario que Stanley Clarke no venía de una formación clásica en el contrabajo, sino de la batería, su primer instrumento. 

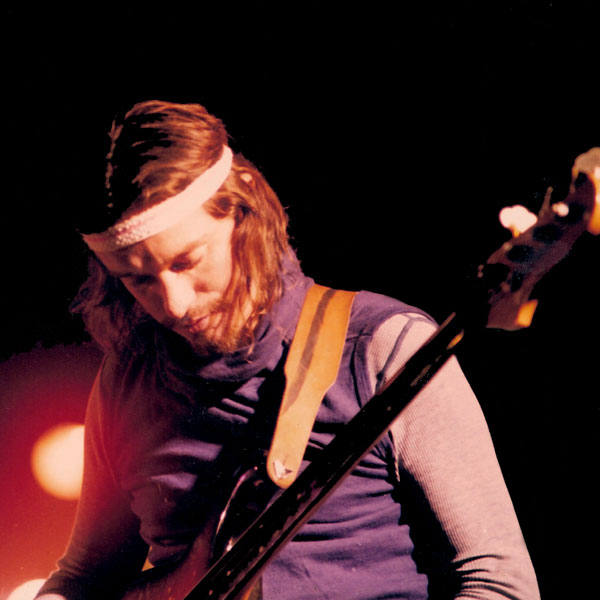
Jaco Pastorius.

 Su decisión de tocar el bajo eléctrico, vino, de hecho motivada por una lesión que sufrió de joven y que le impidió continuar tocando la batería. En tan solo un par de años, Jaco consiguió una tremenda notoriedad entre los músicos locales por el gran nivel de su técnica, pero esto no lo satisfacía, y se propuso demostrar a todos que las limitaciones técnicas que imponía el bajo eran tan solo aparentes; lo elevó de categoría, inventando numerosas técnicas –armónicos, armónicos artificiales-, ejecutando con una facilidad pasmosa solos de altísimo nivel técnico que eran absolutamente inalcanzables para otros bajistas de la época, y obteniendo de su Jazz Bass del ‘62, al que él mismo había arrancado los trastes, un sonido y una musicalidad únicas y –posteriormente- imitadas hasta la saciedad.
Jaco es sin ninguna duda el bajista más influyente de la historia y el mayor revolucionario en la historia del instrumento, pero en sus notas podemos oír también las remembranzas melódicas del gran contrabajista de Jazz Scott LaFaro, la técnica de semicorcheas de Francis "Rocco" Prestia, la sofisticación armónica de James Jamerson, el feeling soul-funky de Jerry Jemmott, o la complejidad técnica de los solos Bebop de Charlie Parker.

## Nuevos bajos y nuevos materiales
Tradicionalmente se atribuye al luthier Carl Thompson la construcción del primer bajo de 6 cuerdas de la historia, que realizó en 1975 para Anthony Jackson, a quien, escuchando las líneas de bajo del organista de Jazz Jimmy Smith, se le ocurrió la idea de un bajo eléctrico de rango extendido, un bajo de seis cuerdas afinado BEADGC. El virtuoso Jimmy Johnson ya utilizaba bajo de cinco cuerdas un año más tarde, con afinación BEADG y fabricado por Alembic, mientras Jackson continuaba sus experimentos, primero con el constructor Ken Smith y luego con Vinnie Fodera, porque no estaba satisfecho con los resultados. La popularización de los bajos de cinco y seis cuerdas llegaría en los años 80, con músicos como el propio Jackson o John Patitucci y compañías como Yamaha, una de las primeras en ofrecer un bajo de cinco cuerdas de serie, su modelo “BB5000” de 1987. La propia Fender, que había establecido el estándar en el bajo eléctrico tardaría años en ofrecer modelos de 5 y 6 cuerdas, pero este vacío lo ocuparían luthieres como Roger Sadowsky o Mike Lull, que ofrecerían copias muy mejoradas de bajos Fender, a menudo con 5 o más cuerdas.
Mientras tanto aparecían nuevas compañías orientales de fabricación de bajos que, ofreciendo en un principio copias de baja calidad de instrumentos clásicos norteamericanos, no tardaron en iniciar sus propias líneas de producto que, poco a poco, irían ganando un merecido prestigio por la calidad de sus instrumentos. Entre ellas cabe citar a las japonesas Yamaha, Aria o Ibanez. En Europa, donde la tradición de luthería era mucho más fuerte, distintas empresas de fabricación de instrumentos clásicos habían ido adaptándose durante toda la mitad del siglo a la nueva demanda de instrumentos eléctricos, como la alemana Framus (que posteriormente se convertiría en Warwick, pero también aparecían por doquier nuevas firmas especializadas en la construcción de instrumentos eléctricos.
Al mismo tiempo, en los Estados Unidos se iniciaba la investigación en la creación de instrumentos con nuevos materiales alternativos a la madera, como el grafito. Entre las compañías pioneras en este campo podemos citar a Modulus, Alembic o Steinberger

## Finales de los 70
Con la llegada de la música disco, especialmente generosa en lo que respecta al bajo, y la popularización del Reggae y de la Fusión, el bajo eléctrico conoció nuevos territorios, adaptándose a las exigencias de las nuevas músicas al tiempo que definía sus características. Músicos destacables de este período son Bernard Edwards, de Chic, Robbie Shakespeare, de Peter Tosh, Aston “Family Man” Barrett, de Bob Marley, Paul Jackson con los Headhunters de Herbie Hancock o el genial Steve Swallow, con Carla Bley

## Los 80: nuevos virtuosos y nuevas estrellas

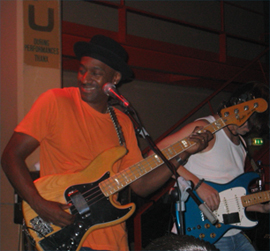
Marcus Miller.

La década de los 80 ha visto una explosión sin precedentes de bajistas de todo género que han continuado la exploración del instrumento: Entre los bajistas virtuosos del instrumento, continuadores de las enseñanzas de Jaco Pastorius y Stanley Clarke debemos citar a Marcus Miller, Jeff Berlin, John Patitucci, Victor Bailey, Will Lee, Mark Egan, Gary Willis, Darryl Jones o, en el mundo del Heavy metal,  Steve Harris, Billy Sheehan, Cliff Burton, David Ellefson o Jason Newsted
Otros bajistas que han contribuido a la popularización del bajo eléctrico en esta década han sido Sting de The Police, John Taylor de Duran Duran, Geddy Lee de Rush, Tina Weymouth de Talking Heads, Kim Gordon de Sonic Youth, Kim Deal de Pixies, Flea de Red Hot Chilli Peppers, Steve Harris de Iron Maiden, o Paul Simonon de The Clash.

## De los 90 en adelante
Junto a la aparición de numerosísimos nuevos virtuosos del instrumento, como Stuart Zender, Stuart Hamm, Michael Manring, Victor Wooten, Christian Galvez, Matthew Garrison, Richard Bona, Jean Baudin, Oteil Burbridge o Brian Bromberg, en años recientes se ha experimentado una contrarrevolución hacia las formas más básicas de expresión musical que ha afectado también a la construcción y filosofía de ventas de los instrumentos: un revival de instrumentos y música “vintage” que en parte se deriva del agotamiento de los formulismos virtuosísticos propios de la década anterior, y en parte de la toma de conciencia por parte de numerosos músicos del valor de la simplicidad en los instrumentos.
Sesenta años más tarde de su creación, el diseño original de Leo Fender, el Precision Bass, es más válido que nunca.